# 17693 Wangdaheng
17693 Wangdaheng este un asteroid din centura principală de asteroizi.

## Descriere
17693 Wangdaheng este un asteroid din centura principală de asteroizi. A fost descoperit pe 15 februarie 1997 la Xinglong în cadrul programului Beijing Schmidt CCD Asteroid Program. Asteroidul prezintă o orbită caracterizată de o semiaxă mare de 2,99 ua, o excentricitate de 0,10 și o înclinație de 10,1° în raport cu ecliptica.